# Tijd
"Tijd" (tradução portuguesa: "Tempo") foi a canção que representou os Países Baixos no Festival Eurovisão da Canção 1971, interpretado em neerlandês por Saskia & Serge. Foi a 14.ª canção a ser interpretada na noite do festival, depois da canção irlandesa 
"One Day Love", cantada por Angela Farrell e antes da canção portuguesa "Menina do alto da serra", interpretada por Tonicha. No final, a canção neerlandesa terminou em sexto lugar, recebendo um total de 85 pontos. 

## Autores
- Música: Joop Stokkermans
- Letra:  Gerrit den Braber
- Orquestrador: Dolf van der Linden

## Letra
A canção é uma balada, com o duo cantando acerca da importância do tempo. Conceitos tais como o fa(c)to que ao desejarmos que o tempo corra mais depressa resulta a ir mais devagar, tal como fala do fator tempo numa relação amorosa.